# RER
RER là hệ thống giao thông công cộng đường sắt nối Paris với vùng ngoại ô. Trong tiếng Pháp, RER được viết tắt của « Réseau express régional », có nghĩa Mạng lưới tốc hành vùng. « Réseau express régional » có ở nhiều thành phố khác như Lyon, Brussel, nhưng cách viết tắt RER thường được dùng để nói về hệ thống của Paris.
RER là một phương tiện giao thông gộp giữa các tuyến ngoại ô đã có trước đó với một hệ thống đường ngầm, kích thước lớn hơn và cũng thường hiện đại hơn, chạy ngang qua trung tâm thành phố. Vào giờ thấp điểm, các RER có 10 đến 15 phút một chuyến tại các vùng cách Paris 15 tới 20 km. Ở các vùng xa hơn, 40 tới 50 km, khoảng thời gian giữa hai chuyến từ 20 đến 30 phút. Vào giờ cao điểm, số chuyến thường được tăng gấp đôi. Trong nội ô Paris, RER như một hệ thống bên cạnh, kết hợp với métro. Xuất hiện sau, các ga của RER thường nằm sâu và rộng hơn so với ga métro.
Năm 2008, hệ thống RER gồm 5 tuyến: A, B, C, D và E. Khác với métro, trong 587 km đường của RER chỉ có 76,5 km chạy ngầm dưới đất, chủ yếu trong nội ô thành phố. Toàn bộ hệ thống có 256 điểm đỗ với 33 nhà ga nằm trong Paris. Tuyến mới nhất của RER, đường E, được hoàn thành năm 1999 và hiện nay, hệ thống vẫn tiếp tục được mở rộng.
RER của Paris được cả hai công ty RATP và SNCF chia sẻ quản lý, trong đó SNCF chiếm giữ phần lớn. Các điểm tàu chuyển từ khu vực của công ty này sang khu vực của công ty khác được gọi là « interconnexion ». Điều này chỉ có ý nghĩa về mặt quản lý. Đối với hành khách, RER và các hệ thống giao thông công cộng khác của Paris đều được dùng chung vé và giá cả chỉ phụ thuộc vào vùng (zone) đi lại.

## Lịch sử
Nguồn gốc của RER có thể thấy ở đồ án của Ruhlmann-Langewin, thuộc Công ty Đường sắt Paris (Compagnie du chemin de fer métropolitain de Paris - MP), vào năm 1936 cho một hệ thống tàu điện ngầm khổ đường rộng. Tuyến Sceaux, ngày nay là RER B về hướng Robinson, được Công ty Đường sắt Paris-Orléans nhượng lại cho Công ty Đường sắt Paris vào năm 1938, sau khi đã hiện đại hóa.

### Xây dựng
Sau Thế chiến thứ hai, đồ án này được RATP, công ty nối tiếp của CMP, tiếp tục vào thập niên 1950. Năm 1960, một ủy ban liên bộ đưa ra ý tưởng xây dựng tuyến đường sắt Đông-Tây với khổ rộng hơn. Ngày 6 tháng 7 năm 1961, tuyến đường bắt đầu được xây dựng ở Neuilly-sur-Seine. Nhưng phải đợi tới năm 1965, theo Đồ án cải tạo lại vùng đô thị Paris - SDAURP, hệ thống đường sắt này mới thực sự được định hình.
Đồ án SDAURP dự kiến ba tuyến chính, tổng cộng 260 km:
- Tuyến nối Nanterre với Vincennes, ngang qua khu vực La Défense, bến Auber, Châtelet và Gare de Lyon.
- Tuyến nối từ giữa hai đô thị vệ tinh Saint-Denis và Stains ở phía Bắc với Évry, Corbeil ở phía Nam. Trong Paris, tuyến đường này sẽ đi qua Gare du Nord, Gare de l'Est và khu vực Gare de Lyon, ga Austerlitz.
- Tuyến thứ hai nối Val-d'Oise với Massy, ngang qua các ga Saint-Lazare, Invalides và Montparnasse trong Paris.

Ngày 12 tháng 12 năm 1969, bến đầu tiên sử dụng tên RER được khách thành tại trạm Nation - vốn đã có các đường tàu điện ngầm trước đó - và mở cửa ngày 14. Vài tuần sau đó, các đường RER tiếp tục được mở cửa ở Étoile và La Défense. Việc nối giữa hai tuyến Đông và Tây được thực hiện vào 9 tháng 12 năm 1977 với trạm trung tâm Châtelet-les-Halles. Bên tả ngạn, tuyến Sceaux cũng được nối dài tới Luxembourg. Hai tuyến RER được mang tên A và B và sau đó, 6 trạm tiếp tục được mở, nằm hoàn toàn dưới lòng đất, rộng hơn so với các bến métro.

### Mở rộng
Trong giai đoạn 1977 tới 1983, hệ thống RER tiếp tục được mở rộng. Công ty SNCF giành được quyền mở ra các tuyến C, D và E ngày nay.
Các nhà ga Invalides và Orsay vốn là đường cụt, ngắt quãng một đoạn 814 mét. Từ những năm 1930 đã có những ý định nối hai ga này bằng đường hầm, nhưng Thế chiến thứ hai khiến dự án không được thực hiện. Đến cuối năm 1964, bộ trưởng Bộ Giao thông quay lại với dự án, cho xây dựng một hầm ngầm bên bờ trái sông Seine, phía trước Palais Bourbon và trụ sở Bộ Ngoại giao. Việc nối được thực hiện vào ngày 26 tháng 9 năm 1979, tuyến Versailles được nâng cấp, hiện đại hóa thành tuyến RER C. Tiếp sau đó, tháng 5 năm 1980, tuyến còn kéo dài tới xã mới Saint-Quentin-en-Yvelines.